# Bubú de Doherty
El bubú de Doherty (Telophorus dohertyi) és un ocell de la família dels malaconòtids (Malaconotidae).

## Hàbitat i distribució
Habita zones de matolls i bosc a les muntanyes per sobre dels 1500 m, al centre de la República Democràtica del Congo, oest d'Uganda, Ruanda, Burundi i nord-oest i centre de Kenya.